# Adreno
Adreno é uma série de núcleos de propriedade intelectual semicondutores de unidade de processamento gráfico (GPU) desenvolvidos pela Qualcomm e usados em muitos de seus SoC.

## História
Adreno é uma unidade de processamento gráfico (GPU) integrada nos processadores de aplicativos Snapdragon da Qualcomm, que foi desenvolvida em conjunto pela ATI Technologies em conjunto com a arquitetura de GPU "QShader" preexistente da Qualcomm e se uniu em uma única família de GPUs que foi rebatizada como Adreno em 2008, apenas antes da divisão móvel da AMD ser vendida para a Qualcomm em janeiro de 2009 por US$ 65 milhões. Afirmações apócrifas de que Adreno foi intencionalmente nomeado pela Qualcomm como um anagrama da família Radeon de GPUs para PCs desktop da ATI são falsas. Os primeiros modelos Adreno incluíam o Adreno 100 e 110, que tinham aceleração gráfica 2D e recursos multimídia limitados. Antes de 2008, os gráficos 3D em plataformas móveis eram comumente manipulados usando mecanismos de renderização baseados em software, o que limitava seu desempenho e consumia muita energia para ser usado em qualquer outra coisa que não fosse aplicativos gráficos móveis rudimentares. Com a crescente demanda por recursos gráficos 3D e multimídia mais avançados, a Qualcomm licenciou o Imageon IP da AMD, a fim de adicionar recursos 3D acelerados por hardware aos seus produtos móveis. A colaboração adicional com a AMD resultou no desenvolvimento do Adreno 200, originalmente chamado de AMD Z430, baseado em uma variante móvel Imageon da arquitetura R400 usada na GPU Xenos do console de videogame Xbox 360 e lançado em 2008, que foi integrado ao primeiro Snapdragon SoC. Em janeiro de 2009, a AMD vendeu toda a sua divisão gráfica de dispositivos portáteis Imageon para a Qualcomm.

## Detalhes técnicos

### Antes de Adreno
- Suporta até 320x240
- Defender3 e Stargate possuem compactação de textura

| Nome      | Microarquitetura        | Microarquitetura   | Microarquitetura        | Microarquitetura | Fab (nm) | Clock [MHz] | Tecnologia de memória       | Taxa de preenchimento | Taxa de preenchimento | Taxa de preenchimento | GFLOPS | GFLOPS | GFLOPS | API (versão) | API (versão) | API (versão) | API (versão) | API (versão) | API (versão) | Qualcomm SoC                                                  | Referências |
| Nome      | Tipo                    | ALUs (SIMDs, FP32) | Memória gráfica no chip | TMU              | Fab (nm) | Clock [MHz] | Largura de banda de memória | Triangle [MT/s]       | Pixel [GP/s]          | Texture [GT/s]        | (FP64) | (FP32) | (FP16) | Vulkan       | OpenGL ES    | OpenVG       | OpenCL       | OpenGL       | Direct3D     | Qualcomm SoC                                                  | Referências |
| --------- | ----------------------- | ------------------ | ----------------------- | ---------------- | -------- | ----------- | --------------------------- | --------------------- | --------------------- | --------------------- | ------ | ------ | ------ | ------------ | ------------ | ------------ | ------------ | ------------ | ------------ | ------------------------------------------------------------- | ----------- |
| Defender2 | pipeline de função fixa |                    |                         |                  | 90       |             | SDRAM                       | 0.05 0.25             | 0.0004 0.007          |                       |        |        |        |              | 1.0          |              |              |              |              | MSM6550, MSM6550A, MSM6800, MSM6150 MSM6175, MSM6280, MSM6275 | [ 7 ] [ 8 ] |
| Defender3 | pipeline de função fixa |                    |                         |                  | 90 ou 65 |             |                             | 0.25                  | 0.022                 |                       |        |        |        |              | 1.0          |              |              |              |              | MSM6800A, MSM6575                                             | [ 7 ] [ 8 ] |
| Stargate  | pipeline de função fixa |                    |                         |                  |          |             |                             | 0.6                   | 0.09                  |                       |        |        |        |              | 1.1          |              |              |              |              | MSM6280A                                                      | [ 7 ] [ 8 ] |

### Série Adreno 100
- Adreno 130 é uma nova marca da Imageon 3D

| Nome       | Microarquitetura        | Microarquitetura   | Microarquitetura        | Microarquitetura | Fab (nm) | Clock [MHz] | Tecnologia de memória       | Taxa de preenchimento | Taxa de preenchimento | Taxa de preenchimento | GFLOPS | GFLOPS | GFLOPS | API (versão) | API (versão) | API (versão) | API (versão) | API (versão) | API (versão)    | Qualcomm SoC                         | Referências         |
| Nome       | Tipo                    | ALUs (SIMDs, FP32) | Memória gráfica no chip | TMU              | Fab (nm) | Clock [MHz] | Largura de banda de memória | Triangle [MT/s]       | Pixel [GP/s]          | Texture [GT/s]        | (FP64) | (FP32) | (FP16) | Vulkan       | OpenGL ES    | OpenVG       | OpenCL       | OpenGL       | Direct3D        | Qualcomm SoC                         | Referências         |
| ---------- | ----------------------- | ------------------ | ----------------------- | ---------------- | -------- | ----------- | --------------------------- | --------------------- | --------------------- | --------------------- | ------ | ------ | ------ | ------------ | ------------ | ------------ | ------------ | ------------ | --------------- | ------------------------------------ | ------------------- |
| Adreno 100 | pipeline de função fixa |                    |                         |                  |          |             |                             |                       |                       |                       |        |        |        | Nenhum       | 1.0          |              |              |              |                 |                                      | [ 9 ]               |
| Adreno 110 | pipeline de função fixa |                    |                         |                  |          |             |                             |                       |                       |                       |        |        |        | Nenhum       | 1.1          |              |              |              |                 |                                      | [ 9 ] [ 10 ]        |
| Adreno 120 | pipeline de função fixa |                    |                         |                  |          |             |                             |                       |                       |                       |        |        |        | Nenhum       | 1.1          | 1.1          |              |              |                 |                                      | [ 9 ] [ 11 ]        |
| Adreno 130 | pipeline de função fixa | ?                  | ?                       |                  | 90 ou 65 |             | ?                           | 1.6 4                 | ? 0.133               |                       | ? 0.3  | ? 1.2  | ? 2.4  | Nenhum       | 1.1          | 1.1          | —            | —            | Direct3D Mobile | MSM7x00, MSM7x00A, MSM7x01, MSM7x01A | [ 9 ] [ 13 ] [ 14 ] |

### Série Adreno 200 - yamato / leia
- Todos os modelos suportam as seguintes APIs: Direct3D 11 (nível de recurso 9_3), OpenGL ES 2.0

| Nome                          | Microarquitetura                          | Microarquitetura   | Microarquitetura        | Microarquitetura | Fab (nm) | Clock [MHz] | Tecnologia de memória                                         | Taxa de preenchimento | Taxa de preenchimento | Taxa de preenchimento | GFLOPS         | GFLOPS         | GFLOPS         | API (versão) | API (versão) | API (versão) | API (versão) | API (versão)           | API (versão)              | Qualcomm SoC                                                                | Referências |
| Nome                          | Tipo                                      | ALUs (SIMDs, FP32) | Memória gráfica no chip | TMU              | Fab (nm) | Clock [MHz] | Largura de banda de memória                                   | Triangle [MT/s]       | Pixel [GP/s]          | Texture [GT/s]        | (FP64)         | (FP32)         | (FP16)         | Vulkan       | OpenGL ES    | OpenVG       | OpenCL       | OpenGL                 | Direct3D                  | Qualcomm SoC                                                                | Referências |
| ----------------------------- | ----------------------------------------- | ------------------ | ----------------------- | ---------------- | -------- | ----------- | ------------------------------------------------------------- | --------------------- | --------------------- | --------------------- | -------------- | -------------- | -------------- | ------------ | ------------ | ------------ | ------------ | ---------------------- | ------------------------- | --------------------------------------------------------------------------- | ----------- |
| Adreno 200 (ATI Imageon Z430) | Modelo de shader unificado VLIW de 5 vias | 8 [2]              | 256 KB                  |                  | 65       | 133         | LPDDR-333 Single-channel 32-bit @ 166.5 MHz (1.3 GB/s)        | 22.85                 | 0.133                 |                       | 0.53           | 2.12           | 4.25           | —            | 2.0          | 1.1          | —            | 1.4 (driver freedreno) | 11 (nível de recurso 9_3) | Snapdragon S1 (MSM7227, MSM7627 QSD8250, QSD8650), Freescale i.MX51, i.MX53 |             |
| Adreno 200 'enhanced'         | Modelo de shader unificado VLIW de 5 vias | 8 [2]              | 256 KB                  |                  | 45       | 200 245     | LPDDR-400 Single-channel 32-bit @ 200 MHz (1.6 GB/s)          | 42                    | 0.200 0.245           |                       | 0.80 0.98      | 3.20 3.92      | 6.40 7.84      | —            | 2.0          | 1.1          | —            | 1.4 (driver freedreno) | 11 (nível de recurso 9_3) | Snapdragon S1 (MSM7227A, MSM7627A, MSM7225A, MSM7625A)                      |             |
| Adreno 203                    | Modelo de shader unificado VLIW de 5 vias | 16 [4]             | 256 KB                  |                  | 45       | 245 294     | LPDDR2-600 Single-channel 32-bit @ 300 MHz (2.4 GB/s)         | 40.8 49.0             | 0.245 0.294           |                       | 1.96 2.35      | 7.84 9.40      | 15.6 18.8      | —            | 2.0          | 1.1          | —            | 1.4 (driver freedreno) | 11 (nível de recurso 9_3) | Snapdragon S4 Play (MSM8225, MSM8625), Snapdragon 200 (MSM8225Q, MSM8625Q)  |             |
| Adreno 205                    | Modelo de shader unificado VLIW de 5 vias | 16 [4]             | 256 KB                  |                  | 45       | 245 266     | LPDDR2-666 Dual-channel 32-bit (64-bit) @ 333 MHz (5.3 GB/s)  | 40.8 44.3             | 0.245 0.266           |                       | 1.96 2.12      | 7.84 8.51      | 15.6 17.0      | —            | 2.0          | 1.1          | —            | 1.4 (driver freedreno) | 11 (nível de recurso 9_3) | Snapdragon S2 (MSM7x30, MSM8x55, APQ8055)                                   |             |
| Série Adreno 2xx - leia       |                                           |                    |                         |                  |          |             |                                                               |                       |                       |                       |                |                |                |              |              |              |              |                        |                           |                                                                             |             |
| Adreno 220                    | Modelo de shader unificado VLIW de 5 vias | 32 [8]             | 512 KB                  |                  | 45       | 266         | LPDDR2-666 Single-channel 32-bit @ 333 MHz (2.6 GB/s)         | 88.7                  | 0.532                 |                       | 4.25           | 17.0           | 34.0           | —            | 2.0          | 1.1          | —            | 1.4 (driver freedreno) | 11 (nível de recurso 9_3) | Snapdragon S3 (APQ8060, MSM8x60)                                            |             |
| Adreno 225                    | Modelo de shader unificado VLIW de 5 vias | 32 [8]             | 512 KB                  |                  | 28       | 200 300 400 | LPDDR2-1000 Dual-channel 32-bit (64-bit) @ 500 MHz (8.0 GB/s) | 133.3                 | 0.8                   |                       | 3.20 4.80 6.40 | 12.8 19.2 25.6 | 25.6 38.4 51.2 | —            | 2.0          | 1.1          | —            | 1.4 (driver freedreno) | 11 (nível de recurso 9_3) | Snapdragon S4 Plus (APQ8060A, MSM8x60A, MSM8960)                            | [ 17 ]      |

### Série Adreno 300 - oxili
- Todos os modelossuportam as seguintes APIs: Direct3D 11 (nível de recurso 9_3), OpenCL 1.1, OpenGL ES 3.0
- Mude do VLIW para a arquitetura superescalar

| Nome                  | Microarquitetura                                               | Microarquitetura   | Microarquitetura        | Microarquitetura | Fab (nm) | Clock [MHz] | Tecnologia de memória                                                | Taxa de preenchimento | Taxa de preenchimento | Taxa de preenchimento | GFLOPS         | GFLOPS            | GFLOPS            | API (versão) | API (versão)                                             | API (versão) | API (versão)           | API (versão)                                         | API (versão)              | Qualcomm SoC | Referências   |
| Nome                  | Tipo                                                           | ALUs (SIMDs, FP32) | Memória gráfica no chip | TMU              | Fab (nm) | Clock [MHz] | Largura de banda de memória                                          | Triangle [MT/s]       | Pixel [GP/s]          | Texture [GT/s]        | (FP64)         | (FP32)            | (FP16)            | Vulkan       | OpenGL ES                                                | OpenVG       | OpenCL                 | OpenGL                                               | Direct3D                  | Qualcomm SoC | Referências   |
| --------------------- | -------------------------------------------------------------- | ------------------ | ----------------------- | ---------------- | -------- | ----------- | -------------------------------------------------------------------- | --------------------- | --------------------- | --------------------- | -------------- | ----------------- | ----------------- | ------------ | -------------------------------------------------------- | ------------ | ---------------------- | ---------------------------------------------------- | ------------------------- | --- | ------------- |
| Adreno 304            | Conjunto de instruções escalares do Modelo de shader unificado | 24 [24]            | 96 KB                   |                  | 28       | 400         | LPDDR2/3-768/1066 Single-channel 32-bit @ 384-533 MHz (3.0-4.2 GB/s) |                       |                       |                       | 4.80           | 19.2              | 38.4              | —            | 3.0 (driver freedreno: 3.0, 3.1 incompleto, 3.2 parcial) | 1.1          | 1.1 perfil incorporado | 3.1 (driver freedreno, 3.2 incompleto, 3.3 completo) | 11 (nível de recurso 9_3) | Snapdragon 208, Snapdragon 210, Snapdragon 212                                                                              |               |
| Adreno 305 (1st Gen.) | Conjunto de instruções escalares do Modelo de shader unificado | 24 [24]            | 256 KB                  |                  | 28       | 400 450     | LPDDR2-800 Single-channel 32-bit @ 400 MHz (3.2 GB/s)                | 66.7 75               | 0.8                   |                       | 4.80 5.40      | 19.2 21.6         | 38.4 43.2         | —            | 3.0 (driver freedreno: 3.0, 3.1 incompleto, 3.2 parcial) | 1.1          | 1.1 perfil incorporado | 3.1 (driver freedreno, 3.2 incompleto, 3.3 completo) | 11 (nível de recurso 9_3) | Snapdragon S4 Plus (MSM8x27)                                                                                                |               |
| Adreno 305 (2nd Gen.) | Conjunto de instruções escalares do Modelo de shader unificado | 24 [24]            | 128 KB                  |                  | 28       | 400 450     | LPDDR2/3-1066 Single-channel 32-bit 533 MHz (4.2 GB/s)               | 66.7 75               | 0.8                   |                       | 4.80 5.40      | 19.2 21.6         | 38.4 43.2         | —            | 3.0 (driver freedreno: 3.0, 3.1 incompleto, 3.2 parcial) | 1.1          | 1.1 perfil incorporado | 3.1 (driver freedreno, 3.2 incompleto, 3.3 completo) | 11 (nível de recurso 9_3) | Snapdragon 200 (MSM8210, MSM8610, MSM8212, MSM8612) Snapdragon 400 (MSM8x26, MSM8x28, MSM8x30, MSM8x30AB, APQ8026, APQ8030) | [ 20 ] [ 21 ] |
| Adreno 306            | Conjunto de instruções escalares do Modelo de shader unificado | 24 [24]            | 128 KB                  |                  | 28       | 400         | LPDDR2/3-1066 Single-channel 32-bit @ 533 MHz (4.2 GB/s)             | 84.3                  | 0.8                   |                       | 4.80           | 19.2              | 38.4              | —            | 3.0 (driver freedreno: 3.0, 3.1 incompleto, 3.2 parcial) | 1.1          | 1.1 perfil incorporado | 3.1 (driver freedreno, 3.2 incompleto, 3.3 completo) | 11 (nível de recurso 9_3) | Snapdragon 410 (MSM8916), Snapdragon 412 (MSM8916v2)                                                                        | [ 22 ]        |
| Adreno 308            | Conjunto de instruções escalares do Modelo de shader unificado | 24 [24]            | 128 KB                  |                  | 28       | 500         | LPDDR3-1333 Single-channel 32-bit @ 666.5 MHz (5.3 GB/s)             | 105.4                 | 1.0                   |                       | 6.00           | 24.0              | 48.0              | —            | 3.0 (driver freedreno: 3.0, 3.1 incompleto, 3.2 parcial) | 1.1          | 1.1 perfil incorporado | 3.1 (driver freedreno, 3.2 incompleto, 3.3 completo) | 11 (nível de recurso 9_3) | Snapdragon 425 (MSM8917) Snapdragon 427 (MSM8920)                                                                           |               |
| Adreno 320 (1st Gen.) | Conjunto de instruções escalares do Modelo de shader unificado | 64 [64]            | 512 KB                  |                  | 28       | 400         | LPDDR2-1066 Dual-channel 32-bit (64-bit) @ 533 MHz (8.5 GB/s)        | 225                   | 1.6                   | 3.2                   | 12.8           | 51.2              | 102.4             | —            | 3.0 (driver freedreno: 3.0, 3.1 incompleto, 3.2 parcial) | 1.1          | 1.1 perfil incorporado | 3.1 (driver freedreno, 3.2 incompleto, 3.3 completo) | 11 (nível de recurso 9_3) | Snapdragon S4 Pro (MSM8960T, APQ8064, APQ8064-1AA), Snapdragon S4 Prime (MPQ8064)                                           | [ 23 ]        |
| Adreno 320 (2nd Gen.) | Conjunto de instruções escalares do Modelo de shader unificado | 96 [96]            | 512 KB                  |                  | 28       | 400 450     | LPDDR3-1200 Dual-channel 32-bit (64-bit) @ 600 MHz (9.6 GB/s)        | 225 253.1             | 2.4 2.7               | >3.2                  | 19.2 21.6      | 76.8 86.4         | 153.6 172.8       | —            | 3.0 (driver freedreno: 3.0, 3.1 incompleto, 3.2 parcial) | 1.1          | 1.1 perfil incorporado | 3.1 (driver freedreno, 3.2 incompleto, 3.3 completo) | 11 (nível de recurso 9_3) | Snapdragon 600 (APQ8064T, APQ8064AB)                                                                                        | [ 23 ]        |
| Adreno 330            | Conjunto de instruções escalares do Modelo de shader unificado | 128 [128]          | 1024 KB                 |                  | 28       | 450 550 578 | LPDDR3-1600 Dual-channel 32-bit (64-bit) @ 800 MHz (12.8 GB/s)       | 253.1 309.4 325.1     | 3.6 4.4 4.624         |                       | 28.8 35.2 36.9 | 115.2 140.8 147.9 | 230.4 281.6 295.9 | —            | 3.0 (driver freedreno: 3.0, 3.1 incompleto, 3.2 parcial) | 1.1          | 1.1 perfil incorporado | 3.1 (driver freedreno, 3.2 incompleto, 3.3 completo) | 11 (nível de recurso 9_3) | Snapdragon 800 (MSM8974, APQ8074), Snapdragon 801 (MSM8274AB, MSM8974AB, MSM8974AC)                                         |               |

### Série Adreno 400
- Todos os modelos suportam as seguintes APIs: Direct3D 11, OpenCL 1.2, OpenGL ES 3.2 e Vulkan 1.0 (exceto Adreno 405)

| Nome             | Microarquitetura           | Microarquitetura   | Microarquitetura        | Microarquitetura | Fab (nm)         | Clock [MHz]      | Tecnologia de memória                                                 | Taxa de preenchimento       | Taxa de preenchimento | Taxa de preenchimento | GFLOPS           | GFLOPS            | GFLOPS            | API (versão)     | API (versão)                                             | API (versão)     | API (versão)        | API (versão)                                         | API (versão)               | Qualcomm SoC | Referências      |
| Nome             | Tipo                       | ALUs (SIMDs, FP32) | Memória gráfica no chip | TMU              | Fab (nm)         | Clock [MHz]      | Largura de banda de memória                                           | Triangle [MT/s]             | Pixel [GP/s]          | Texture [GT/s]        | (FP64)           | (FP32)            | (FP16)            | Vulkan           | OpenGL ES                                                | OpenVG           | OpenCL              | OpenGL                                               | Direct3D                   | Qualcomm SoC | Referências      |
| Série Adreno 4xx | Série Adreno 4xx           | Série Adreno 4xx   | Série Adreno 4xx        | Série Adreno 4xx | Série Adreno 4xx | Série Adreno 4xx | Série Adreno 4xx                                                      | Série Adreno 4xx            | Série Adreno 4xx      | Série Adreno 4xx      | Série Adreno 4xx | Série Adreno 4xx  | Série Adreno 4xx  | Série Adreno 4xx | Série Adreno 4xx                                         | Série Adreno 4xx | Série Adreno 4xx    | Série Adreno 4xx                                     | Série Adreno 4xx           | Série Adreno 4xx | Série Adreno 4xx |
| ---------------- | -------------------------- | ------------------ | ----------------------- | ---------------- | ---------------- | ---------------- | --------------------------------------------------------------------- | --------------------------- | --------------------- | --------------------- | ---------------- | ----------------- | ----------------- | ---------------- | -------------------------------------------------------- | ---------------- | ------------------- | ---------------------------------------------------- | -------------------------- | --- | ---------------- |
| Adreno 405       | Modelo de shader unificado | 48 [48]            | 256 KB                  |                  | 28               | 550              | LPDDR3-1333/1866 Single-channel 32-bit @ 666.5-933 MHz (5.3-7.4 GB/s) |                             |                       |                       | 13.2             | 52.8              | 105.6             | —                | 3.2 (driver freedreno: 3.0, 3.1 incompleto, 3.2 parcial) | 1.1              | 1.2 perfil completo | 3.1 (driver freedreno, 3.2 incompleto, 3.3 completo) | 11 (nível de recurso 11_1) | Snapdragon 415 (MSM8929), Snapdragon 610 (MSM8936), Snapdragon 615 (MSM8939), Snapdragon 616 (MSM8939v2), Snapdragon 617 (MSM8952) |                  |
| Adreno 418       | Modelo de shader unificado | 128 [128]          | 512 KB                  |                  | 20               | 600              | LPDDR3-1866 Dual-channel 32-bit (64-bit) @ 933 MHz (14.9 GB/s)        |                             |                       |                       | 38.4             | 153.6             | 307.2             | 1.0              | 3.2 (driver freedreno: 3.0, 3.1 incompleto, 3.2 parcial) | 1.1              | 1.2 perfil completo | 3.1 (driver freedreno, 3.2 incompleto, 3.3 completo) | 11 (nível de recurso 11_1) | Snapdragon 808 (MSM8992) |                  |
| Adreno 420       | Modelo de shader unificado | 128 [128]          | 1536 KB                 |                  | 28               | 500 600          | LPDDR3-1600 Dual-channel 64-bit (128-bit) @ 800 MHz (25.6 GB/s)       | 281.3 337.5 (0.56 Tr/clock) | 4 4.8 (8.2 Px/clock)  |                       | 32.0 38.4        | 128.0 153.6       | 256.0 307.2       | 1.0              | 3.2 (driver freedreno: 3.0, 3.1 incompleto, 3.2 parcial) | 1.1              | 1.2 perfil completo | 3.1 (driver freedreno, 3.2 incompleto, 3.3 completo) | 11 (nível de recurso 11_1) | Snapdragon 805 (APQ8084) | [ 26 ]           |
| Adreno 430       | Modelo de shader unificado | 256 [256]          | 1536 KB                 |                  | 20               | 500 600 650      | LPDDR4-3200 Dual-channel 32-bit (64-bit) @ 1600 MHz (25.6 GB/s)       | 404                         | 4.8 6.0 6.6           |                       | 64.0 76.8 83.2   | 256.0 307.2 332.8 | 512.0 614.4 665.6 | 1.0              | 3.2 (driver freedreno: 3.0, 3.1 incompleto, 3.2 parcial) | 1.1              | 1.2 perfil completo | 3.1 (driver freedreno, 3.2 incompleto, 3.3 completo) | 11 (nível de recurso 11_1) | Snapdragon 810 (APQ8094, MSM8994)                                                                                                  |                  |

### Série Adreno 500
- Todos os modelos suportam as seguintes APIs: Direct3D 11, OpenCL 2.0, OpenGL ES 3.2 e Vulkan 1.0

| Nome             | Microarquitetura                               | Microarquitetura   | Microarquitetura        | Microarquitetura | Fab (nm)         | Clock [MHz]      | Tecnologia de memória                                           | Taxa de preenchimento | Taxa de preenchimento | Taxa de preenchimento  | GFLOPS           | GFLOPS            | GFLOPS            | API (versão)     | API (versão)                                         | API (versão)     | API (versão)     | API (versão)                                         | API (versão)               | Qualcomm SoC                                                                    | Referências      |
| Nome             | Tipo                                           | ALUs (SIMDs, FP32) | Memória gráfica no chip | TMU              | Fab (nm)         | Clock [MHz]      | Largura de banda de memória                                     | Triangle [MT/s]       | Pixel [GP/s]          | Texture [GT/s]         | (FP64)           | (FP32)            | (FP16)            | Vulkan           | OpenGL ES                                            | OpenVG           | OpenCL           | OpenGL                                               | Direct3D                   | Qualcomm SoC                                                                    | Referências      |
| Série Adreno 5xx | Série Adreno 5xx                               | Série Adreno 5xx   | Série Adreno 5xx        | Série Adreno 5xx | Série Adreno 5xx | Série Adreno 5xx | Série Adreno 5xx                                                | Série Adreno 5xx      | Série Adreno 5xx      | Série Adreno 5xx       | Série Adreno 5xx | Série Adreno 5xx  | Série Adreno 5xx  | Série Adreno 5xx | Série Adreno 5xx                                     | Série Adreno 5xx | Série Adreno 5xx | Série Adreno 5xx                                     | Série Adreno 5xx           | Série Adreno 5xx                                                                | Série Adreno 5xx |
| ---------------- | ---------------------------------------------- | ------------------ | ----------------------- | ---------------- | ---------------- | ---------------- | --------------------------------------------------------------- | --------------------- | --------------------- | ---------------------- | ---------------- | ----------------- | ----------------- | ---------------- | ---------------------------------------------------- | ---------------- | ---------------- | ---------------------------------------------------- | -------------------------- | ------------------------------------------------------------------------------- | ---------------- |
| Adreno 504       | Modelo de shader unificado + Memória unificada | ?                  | ?                       |                  | 12               | ?                | LPDDR3-1600 Single-channel 32-bit @ 800 MHz (6.4 GB/s)          | ?                     | ?                     | ?                      |                  | ?                 |                   | 1.0              | 3.2 (driver freedreno: 3.1, 3.2 parcial)             | ?                | 2.0 completo     | 3.1 (driver freedreno, 3.2 incompleto, 3.3 completo) | 11 (nível de recurso 11_1) | Snapdragon 429                                                                  |                  |
| Adreno 505       | Modelo de shader unificado + Memória unificada | 48 [48]            | 128 + 8 KB              |                  | 28               | 450              | LPDDR3-1600 Single-channel 32-bit @ 800 MHz (6.4 GB/s)          |                       |                       | ?                      | 10.8             | 43.2              | 86.4              | 1.0              | 3.2 (driver freedreno: 3.1, 3.2 parcial)             | ?                | 2.0 completo     | 3.1 (driver freedreno, 3.2 incompleto, 3.3 completo) | 11 (nível de recurso 11_1) | Snapdragon 430 (MSM8937), Snapdragon 435, Snapdragon 439                        |                  |
| Adreno 506       | Modelo de shader unificado + Memória unificada | 96 [96]            | 128 + 8 KB              |                  | 14               | 600 650          | LPDDR3-1866 Single-channel 32-bit @ 933 MHz (7.4 GB/s)          | ?                     | ?                     | ?                      | 28.8 31.2        | 115.2 124.8       | 230.4 249.6       | 1.0              | 3.2 (driver freedreno: 3.1, 3.2 parcial)             | ?                | 2.0 completo     | 3.1 (driver freedreno, 3.2 incompleto, 3.3 completo) | 11 (nível de recurso 11_1) | Snapdragon 450, Snapdragon 625, Snapdragon 626, Snapdragon 632                  |                  |
| Adreno 508       | Modelo de shader unificado + Memória unificada | 128 [128]          | 128 + 8 KB              |                  | 14               | 650              | LPDDR4-2666 Dual‑channel 16‑bit (32-bit) @ 1333 MHz (10.6 GB/s) | ?                     | ?                     | ?                      | 41.6             | 166.4             | 332.8             | 1.0              | 3.2 (driver freedreno: 3.1, 3.2 parcial)             | ?                | 2.0 completo     | 3.1 (driver freedreno, 3.2 incompleto, 3.3 completo) | 11 (nível de recurso 11_1) | Snapdragon 630                                                                  |                  |
| Adreno 509       | Modelo de shader unificado + Memória unificada | 128 [128]          | 256 + 16 KB             |                  | 14               | 720              | LPDDR4-2666 Dual‑channel 32‑bit (64-bit) @ 1333 MHz (21.3 GB/s) | ?                     | ?                     | ?                      | 46.0             | 184.3             | 368.6             | 1.0              | 3.2 (driver freedreno: 3.1, 3.2 parcial)             | ?                | 2.0 completo     | 3.1 (driver freedreno, 3.2 incompleto, 3.3 completo) | 11 (nível de recurso 11_1) | Snapdragon 636                                                                  |                  |
| Adreno 510       | Modelo de shader unificado + Memória unificada | 128 [128]          | 256 + 16 KB             |                  | 28               | 600              | LPDDR3-1866 Dual‑channel 32‑bit (64-bit) @ 933 MHz (14.9 GB/s)  | ?                     | ?                     | ?                      | 38.4             | 153.6             | 307.2             | 1.0              | 3.2 (3.1 + AEP) (driver freedreno: 3.1, 3.2 parcial) | ?                | 2.0 completo     | 3.1 (driver freedreno, 3.2 incompleto, 3.3 completo) | 11 (nível de recurso 11_1) | Snapdragon 650 (MSM8956), Snapdragon 652 (MSM8976), Snapdragon 653 (MSM8976PRO) |                  |
| Adreno 512       | Modelo de shader unificado + Memória unificada | 128 [128]          | 256 + 16 KB             |                  | 14               | 650 850          | LPDDR4-3732 Quad-channel 16-bit (64-bit) @ 1866 MHz (29.8 GB/s) | ?                     | ?                     | ?                      | 41.6 54.4        | 166.4 217.6       | 332.8 435.2       | 1.0              | 3.2 (3.1 + AEP) (driver freedreno: 3.1, 3.2 parcial) | ?                | 2.0 completo     | 3.1 (driver freedreno, 3.2 incompleto, 3.3 completo) | 11 (nível de recurso 11_1) | Snapdragon 660 (MSM8976 Plus)                                                   |                  |
| Adreno 530       | Modelo de shader unificado + Memória unificada | 256 [256]          | 1024 KB                 |                  | 14               | 510 624 653      | LPDDR4-3732 Quad-channel 16-bit (64-bit) @ 1866 MHz (29.8 GB/s) | ?                     | 6.7 8.1               | 7.7 8.1                | 65.2 79.8 83.5   | 261.1 319.4 334.3 | 522.2 638.9 668.6 | 1.0              | 3.2 (3.1 + AEP) (driver freedreno: 3.1, 3.2 parcial) | ?                | 2.0 completo     | 3.1 (driver freedreno, 3.2 incompleto, 3.3 completo) | 12 (nível de recurso 11_1) | Snapdragon 820 (MSM8996), Snapdragon 821 (MSM8996PRO)                           |                  |
| Adreno 540       | Modelo de shader unificado + Memória unificada | 384 [384]          | 1024 KB                 |                  | 10               | 710 739          | LPDDR4-3732 Quad-channel 16-bit (64-bit) @ 1866 MHz (29.8 GB/s) | >450                  | ?                     | 11.36 (16 Texel/clock) | 136.3 141.8      | 545.2 567.5       | 1090.5 1135.1     | 1.0              | 3.2 (3.1 + AEP) (driver freedreno: 3.1, 3.2 parcial) | ?                | 2.0 completo     | 3.1 (driver freedreno, 3.2 incompleto, 3.3 completo) | 12 (nível de recurso 11_1) | Snapdragon 835 (MSM8998)                                                        |                  |

### Serie Série Adreno 600
- Todos os modelos suportam as seguintes APIs: Direct3D 12_1, OpenCL 2.0, OpenGL ES 3.2 e Vulkan 1.1
- Adreno 660 é a primeira GPU móvel a apresentar Variable Rate Shading (VRS).

| Nome             | Microarquitetura                               | Microarquitetura   | Microarquitetura        | Microarquitetura | Fab (nm)         | Clock [MHz]      | Tecnologia de memória                                                                                   | Taxa de preenchimento | Taxa de preenchimento | Taxa de preenchimento | GFLOPS           | GFLOPS            | GFLOPS            | API (versão)     | API (versão)     | API (versão)                                                                                     | API (versão)     | API (versão)           | API (versão)               | Qualcomm SoC                | Referências      |
| Nome             | Tipo                                           | ALUs (SIMDs, FP32) | Memória gráfica no chip | TMU              | Fab (nm)         | Clock [MHz]      | Largura de banda de memória                                                                             | Triangle [MT/s]       | Pixel [GP/s]          | Texture [GT/s]        | (FP64)           | (FP32)            | (FP16)            | Vulkan           | OpenGL ES        | OpenVG                                                                                           | OpenCL           | OpenGL                 | Direct3D                   | Qualcomm SoC                | Referências      |
| Série Adreno 6xx | Série Adreno 6xx                               | Série Adreno 6xx   | Série Adreno 6xx        | Série Adreno 6xx | Série Adreno 6xx | Série Adreno 6xx | Série Adreno 6xx                                                                                        | Série Adreno 6xx      | Série Adreno 6xx      | Série Adreno 6xx      | Série Adreno 6xx | Série Adreno 6xx  | Série Adreno 6xx  | Série Adreno 6xx | Série Adreno 6xx | Série Adreno 6xx                                                                                 | Série Adreno 6xx | Série Adreno 6xx       | Série Adreno 6xx           | Série Adreno 6xx            | Série Adreno 6xx |
| ---------------- | ---------------------------------------------- | ------------------ | ----------------------- | ---------------- | ---------------- | ---------------- | --- | --------------------- | --------------------- | --------------------- | ---------------- | ----------------- | ----------------- | ---------------- | ---------------- | ------------------------------------------------------------------------------------------------ | ---------------- | ---------------------- | -------------------------- | --------------------------- | ---------------- |
| Adreno 605       | Modelo de shader unificado + Memória unificada |                    | 128+8 KB                |                  | 14               |                  | |                       |                       |                       |                  |                   |                   | 1.0 and 1.1      | 3.2              |                                                                                                  | 2.0 completo     | WIP (driver freedreno) | 12 (nível de recurso 12_1) |                             |                  |
| Adreno 608       | Modelo de shader unificado + Memória unificada |                    |                         |                  | 10               |                  | LPDDR4X-4266 Dual-channel 16-bit (32-bit) @ 2133 MHz (17.0 GB/s)                                        |                       |                       |                       |                  |                   |                   | 1.0 and 1.1      | 3.2              | Snapdragon SA6155P                                                                               | 2.0 completo     | WIP (driver freedreno) | 12 (nível de recurso 12_1) | [ 31 ]                      |                  |
| Adreno 610       | Modelo de shader unificado + Memória unificada | 128 [128]          | ?                       |                  | 11               | 600 750 950      | |                       |                       |                       | 38.4 48.0 60.8   | 153.6 192.0 243.2 | 307.2 384.0 486.4 | 1.0 and 1.1      | 3.2              | Snapdragon 460 Snapdragon 662 Snapdragon 665 QCS4290                                             | 2.0 completo     | WIP (driver freedreno) | 12 (nível de recurso 12_1) | [ 32 ] [ 33 ]               |                  |
| Adreno 610       | Modelo de shader unificado + Memória unificada | 128 [128]          |                         |                  | 6                | 1114             | LPDDR4X-4266 Dual-channel 16-bit (32-bit) @ 2133 MHz (17.0 GB/s)                                        |                       |                       |                       | 71.3             | 285.2             | 570.4             | 1.0 and 1.1      | 3.2              | Snapdragon 680 Snapdragon 685                                                                    | 2.0 completo     | WIP (driver freedreno) | 12 (nível de recurso 12_1) |                             |                  |
| Adreno 612       | Modelo de shader unificado + Memória unificada | 192 [96]           | 256+16 KB               |                  | 11               | 745 845          | LPDDR4X-3732 Dual‑channel 16‑bit (32-bit) @ 1866 MHz (14.9 GB/s)                                        |                       |                       |                       | 71.5 81.1        | 286.0 324.4       | 572.1 648.9       | 1.0 and 1.1      | 3.2              | Snapdragon 675 Snapdragon 678                                                                    | 2.0 completo     | WIP (driver freedreno) | 12 (nível de recurso 12_1) |                             |                  |
| Adreno 615       | Modelo de shader unificado + Memória unificada | 256 [128]          | 512 KB                  |                  | 10               | 700 780          | LPDDR4X-3732 Dual‑channel 16‑bit (32-bit) @ 1866 MHz (14.9 GB/s)                                        |                       |                       |                       | 89.6 99.8        | 358.4 399.3       | 716.8 798.7       | 1.0 and 1.1      | 3.2              | QCS603 QCS605 Snapdragon 670                                                                     | 2.0 completo     | WIP (driver freedreno) | 12 (nível de recurso 12_1) | [ 34 ] [ 35 ]               |                  |
| Adreno 616       | Modelo de shader unificado + Memória unificada | 256 [128]          | 512 KB                  |                  | 10               | 750              | LPDDR4X-3732 Dual‑channel 16‑bit (32-bit) @ 1866 MHz (14.9 GB/s)                                        |                       |                       |                       | 96.0             | 384.0             | 768.0             | 1.0 and 1.1      | 3.2              | Snapdragon 710 Snapdragon 712                                                                    | 2.0 completo     | WIP (driver freedreno) | 12 (nível de recurso 12_1) |                             |                  |
| Adreno 618       | Modelo de shader unificado + Memória unificada | 256 [128]          | 512 KB                  |                  | 8                | 700 825          | LPDDR4X-3732 Dual‑channel 16‑bit (32-bit) @ 1866 MHz (14.9 GB/s)                                        |                       |                       |                       | 89.6 105.6       | 358.4 422.4       | 716.8 844.8       | 1.0 and 1.1      | 3.2              | Snapdragon 720G Snapdragon 730 Snapdragon 730G Snapdragon 732G Snapdragon 7c Snapdragon 7c Gen 2 | 2.0 completo     | WIP (driver freedreno) | 12 (nível de recurso 12_1) | [ 37 ]                      |                  |
| Adreno 619L      | Modelo de shader unificado + Memória unificada | 256 [128]          | 512 KB                  |                  | 8                | 950              | LPDDR4X-4266 Dual-channel 16-bit (32-bit) @ 2133 MHz (17.0 GB/s)                                        |                       |                       |                       | 121.6            | 486.4             | 972.8             | 1.0 and 1.1      | 3.2              | Snapdragon 690                                                                                   | 2.0 completo     | WIP (driver freedreno) | 12 (nível de recurso 12_1) |                             |                  |
| Adreno 619       | Modelo de shader unificado + Memória unificada | 256 [128]          | 512 KB                  |                  | 8                | 825 950          | LPDDR4X-4266 Dual-channel 16-bit (32-bit) @ 2133 MHz (17.0 GB/s)                                        |                       |                       |                       | 105.6 121.6      | 422.4 486.4       | 844.8 972.8       | 1.0 and 1.1      | 3.2              | Snapdragon 480/480+ Snapdragon 750G                                                              | 2.0 completo     | WIP (driver freedreno) | 12 (nível de recurso 12_1) | [ 38 ]                      |                  |
| Adreno 619       | Modelo de shader unificado + Memória unificada | 256 [128]          | 512 KB                  |                  | 6                |                  | LPDDR4X-4266 Dual-channel 16-bit (32-bit) @ 2133 MHz (17.0 GB/s)                                        |                       |                       |                       |                  |                   |                   | 1.0 and 1.1      | 3.2              | Snapdragon 4 Gen 1 Snapdragon 695                                                                | 2.0 completo     | WIP (driver freedreno) | 12 (nível de recurso 12_1) |                             |                  |
| Adreno 620       | Modelo de shader unificado + Memória unificada | 384 [192]          | 512 KB                  |                  | 7                | 625 750          | LPDDR4X-4266 Dual-channel 16-bit (32-bit) @ 2133 MHz (17.0 GB/s)                                        |                       | 6.7/8.1               |                       | 120.0 144.0      | 480.0 576.0       | 960.0 1152.0      | 1.0 and 1.1      | 3.2              | Snapdragon 765 Snapdragon 765G Snapdragon 768G                                                   | 2.0 completo     | WIP (driver freedreno) | 12 (nível de recurso 12_1) |                             |                  |
| Adreno 630       | Modelo de shader unificado + Memória unificada | 512 [256]          | 1024 KB                 |                  | 10               | 710              | LPDDR4X-4266 Quad-channel 16-bit (64-bit) @ 1866 MHz (29.8 GB/s)                                        | ?                     | ?                     | 15.4                  | 181.7            | 727.0             | 1454.0            | 1.0 and 1.1      | 3.2              | Snapdragon 845 Snapdragon 850                                                                    | 2.0 completo     | WIP (driver freedreno) | 12 (nível de recurso 12_1) | [ 39 ] [ 40 ] [ 41 ] [ 42 ] |                  |
| Adreno 640       | Modelo de shader unificado + Memória unificada | 768 [384]          | 1024 KB                 | 12*2             | 7                | 585 675          | LPDDR4X-4266 Quad-channel 16-bit (64-bit) @ 2133 MHz (34.1 GB/s)                                        | ?                     | 9.4                   | 28.1                  | 224.6 259.2      | 898.5 1036.8      | 1797.1 2073.6     | 1.0 and 1.1      | 3.2              | Snapdragon 855/855+ Snapdragon 860 Snapdragon 855A (SA8155P)                                     | 2.0 completo     | WIP (driver freedreno) | 12 (nível de recurso 12_1) | [ 39 ] [ 45 ]               |                  |
| Adreno 642L      | Modelo de shader unificado + Memória unificada | 384 [192]          | 1024 KB                 |                  | 6                | 490 550          | LPDDR4X-4266 Dual-channel 16-bit (32-bit) @ 2133 MHz (17.0 GB/s)                                        |                       |                       |                       | 188.2 211.2      | 752.6 844.8       | 1505.2 1689.6     | 1.0 and 1.1      | 3.2              | Snapdragon 778G/778G+ Snapdragon 782G                                                            | 2.0 completo     | WIP (driver freedreno) | 12 (nível de recurso 12_1) |                             |                  |
| Adreno 642       | Modelo de shader unificado + Memória unificada | 384 [192]          | 1024 KB                 |                  | 5                | 490 550          | LPDDR4X-4266 Dual-channel 16-bit (32-bit) @ 2133 MHz (17.0 GB/s)                                        |                       |                       |                       | 188.2 211.2      | 752.6 844.8       | 1505.2 1689.6     | 1.0 and 1.1      | 3.2              | Snapdragon 780G                                                                                  | 2.0 completo     | WIP (driver freedreno) | 12 (nível de recurso 12_1) |                             |                  |
| Adreno 643L      | Modelo de shader unificado + Memória unificada | 768 [384]          |                         |                  | 6                | 812              | LPDDR4X-4266 ou LPDDR5-6400 Quad-channel 16-bit (64-bit) @ 2133 MHz ou 3200 MHz (34.1 GB/s ou 44.0GB/s) |                       |                       |                       | 311.8            | 1247.2            | 2494.4            | 1.0 and 1.1      | 3.2              | QCS6490                                                                                          | 2.0 completo     | WIP (driver freedreno) | 12 (nível de recurso 12_1) |                             |                  |
| Adreno 650       | Modelo de shader unificado + Memória unificada | 1024 [512]         | ? e 300 Go/s            | 24*2             | 7                | 587 670          | LPDDR4X-4266 ou LPDDR5-6400 Quad-channel 16-bit (64-bit) @ 2133 MHz ou 3200 MHz (34.1 GB/s ou 44.0GB/s) |                       | 14.x (est.)           | 28.1 (est.)           | 300.5 343.0      | 1202.1 1372.1     | 2404.3 2744.3     | 1.0 and 1.1      | 3.2              | Snapdragon 865/865+ Snapdragon 870 QCS8250                                                       | 2.0 completo     | WIP (driver freedreno) | 12 (nível de recurso 12_1) | [ 39 ] [ 48 ]               |                  |
| Adreno 660       | Modelo de shader unificado + Memória unificada | 1024 [512]         |                         |                  | 5                | 792 905          | LPDDR5-6400 Quad-channel 16-bit (64-bit) @ 3200 MHz (51.2 GB/s)                                         |                       |                       |                       | 405.5 463.3      | 1622.0 1853.4     | 3244.0 3706.8     | 1.0 and 1.1      | 3.2              | Snapdragon 888/888+                                                                              | 2.0 completo     | WIP (driver freedreno) | 12 (nível de recurso 12_1) |                             |                  |
| Adreno 675       | Modelo de shader unificado + Memória unificada | 1344 [672]         | ?                       |                  | 7                | 590              | LPDDR4X-4266 Quad-channel 16-bit (64-bit) @ 2133 MHz (34.1 GB/s)                                        |                       |                       |                       | 396.4            | 1585.9            | 3171.8            | 1.0 and 1.1      | 3.2              | Snapdragon 8c                                                                                    | 2.0 completo     | WIP (driver freedreno) | 12 (nível de recurso 12_1) | [ 50 ]                      |                  |
| Adreno 680       | Modelo de shader unificado + Memória unificada | 1536 [768]         | ?                       |                  | 7                | 600              | LPDDR4X-4266 Octa-channel 16-bit (128-bit) @ 2133 MHz (68.2 GB/s)                                       |                       |                       |                       | 460.8            | 1843.2            | 3686.4            | 1.0 and 1.1      | 3.2              | Snapdragon 8cx Snapdragon SA8195P                                                                | 2.0 completo     | WIP (driver freedreno) | 12 (nível de recurso 12_1) | [ 52 ] [ 53 ]               |                  |
| Adreno 685       | Modelo de shader unificado + Memória unificada | 1536 [768]         | ?                       |                  | 7                | 250 590          | LPDDR4X-4266 Octa-channel 16-bit (128-bit) @ 2133 MHz (68.2 GB/s)                                       |                       |                       |                       | 192.0 453.1      | 768.0 1812.4      | 1536.0 3624.9     | 1.0 and 1.1      | 3.2              | Microsoft SQ1                                                                                    | 2.0 completo     | WIP (driver freedreno) | 12 (nível de recurso 12_1) | [ 54 ] [ 55 ]               |                  |
| Adreno 690       | Modelo de shader unificado + Memória unificada | 1536 [768]         |                         |                  | 7                | 661 680          | LPDDR4X-4266 Octa-channel 16-bit (128-bit) @ 2133 MHz (68.2 GB/s)                                       |                       |                       |                       | 507.6 522.2      | 2030.5 2088.9     | 4061.1 4177.9     | 1.0 and 1.1      | 3.2              | Snapdragon 8cx Gen 2 5G Microsoft SQ2                                                            | 2.0 completo     | WIP (driver freedreno) | 12 (nível de recurso 12_1) | [ 57 ]                      |                  |

### Série Adreno 700
- Todos os modelos suportam as seguintes APIs: Direct3D 12_1, OpenCL 2.0, OpenGL ES 3.2 e Vulkan 1.1
- Adreno 740 é a primeira GPU da Qualcomm a apresentar Ray tracing

| Nome       | Microarquitetura                               | Microarquitetura   | Microarquitetura        | Microarquitetura | Fab (nm) | Clock [MHz] | Tecnologia de memória | Taxa de preenchimento | Taxa de preenchimento | Taxa de preenchimento | GFLOPS        | GFLOPS        | GFLOPS         | API mais recente (versão) suportada | API mais recente (versão) suportada | API mais recente (versão) suportada | API mais recente (versão) suportada | API mais recente (versão) suportada                                                    | API mais recente (versão) suportada | Qualcomm SoC         | Referências |
| Nome       | Tipo                                           | ALUs (SIMDs, FP32) | Memória gráfica no chip | TMU              | Fab (nm) | Clock [MHz] | Largura de banda de memória | Triangle [MT/s]       | Pixel [GP/s]          | Texture [GT/s]        | (FP64)        | (FP32)        | (FP16)         | Vulkan                              | OpenGL ES                           | OpenVG                              | OpenCL                              | OpenGL                                                                                 | Direct3D                            | Qualcomm SoC         | Referências |
| ---------- | ---------------------------------------------- | ------------------ | ----------------------- | ---------------- | -------- | ----------- | --- | --------------------- | --------------------- | --------------------- | ------------- | ------------- | -------------- | ----------------------------------- | ----------------------------------- | ----------------------------------- | ----------------------------------- | -------------------------------------------------------------------------------------- | ----------------------------------- | -------------------- | ----------- |
| Adreno 702 | Modelo de shader unificado + Memória unificada | 768 [384]          |                         |                  |          | 845         | LPDDR3-1866 Single-channel 32-bit @ 933 MHz (7.4 GB/s) ou LPDDR4X-3732 Dual‑channel 16‑bit (32-bit) @ 1866 MHz (14.9 GB/s)                                                                         |                       |                       |                       | 324.4         | 1297.9        | 2595.8         | 1.1                                 | 3.1                                 | 1.1                                 | 2.0                                 |                                                                                        | 12                                  | QCS2290              |             |
| Adreno 725 | Modelo de shader unificado + Memória unificada | 1536 [768]         | 1024 KB                 |                  | 4        | 580         | LPDDR4X-3732 Dual‑channel 16‑bit (32-bit) @ 1866 MHz (14.9 GB/s) ou LPDDR5-3200 Single-channel 128-bit @ 933 MHz (29.8 GB/s)                                                                       | 1826                  | 21.55                 |                       | 445.4         | 1781.7        | 3563.5         |                                     |                                     |                                     | 2.0                                 | Snapdragon 7+ Gen 2                                                                    | 12                                  |                      |             |
| Adreno 730 | Modelo de shader unificado + Memória unificada | 1536 [768]         | 1024 KB                 |                  | 4        | 818 900     | LPDDR4X-3732 Dual‑channel 16‑bit (32-bit) @ 1866 MHz (14.9 GB/s) ou LPDDR5-3200 Single-channel 128-bit @ 933 MHz (29.8 GB/s) ou LPDDR5-6400 Quad-channel 16-bit (64-bit) @ 3200 MHz (51.2 GB/s     | 1,864                 | 22.0 24.0             |                       | 628.2 691.2   | 2512.8 2764.8 | 5025.7 5529.6  | 1.1                                 | 3.2                                 | 1.2                                 | 2.0                                 | Snapdragon 8/8+ Gen 1 Snapdragon 8cx Gen 3 Microsoft SQ3                               | 12                                  | [ 58 ]               |             |
| Adreno 740 | Modelo de shader unificado + Memória unificada | 2560 [1280]        |                         |                  | 4        | 680 719     | LPDDR5-3200 Single-channel 128-bit @ 933 MHz (29.8 GB/s) ou LPDDR5X-8400 Quad-channel 16-bit (64-bit) @ 4200 MHz (67.2 GB/s) ou LPDDR5X-8533 Quad-channel 16-bit (64-bit) @ 4266.5 MHz (68.2 GB/s) | 2024                  |                       |                       | 870.4 920.3   | 3481.6 3681.2 | 6963.2 7362.5  | 1.3                                 | 3.2                                 | 1.2                                 | 2.0                                 | Snapdragon 8 Gen 2 Snapdragon 8 Gen 2 for Galaxy/ Leading Version Snapdragon XR2 Gen 2 | 12                                  |                      |             |
| Adreno 750 | Modelo de shader unificado + Memória unificada | 3072 [1536]        |                         |                  | 4        | 770 903     | LPDDR5X-9600 Quad-channel 16-bit (64-bit) @ 4800 MHz (76.8 GB/s) ou LPDDR5X-9600 Octa-channel 16-bit (128-bit) @ 4267 MHz (136.5 GB/s)                                                             |                       |                       |                       | 1182.7 1387.0 | 4730.8 5548.0 | 9461.7 11096.0 | 1.3                                 | 3.2                                 | 1.2                                 | 2.0                                 | Snapdragon 8 Gen 3 Snapdragon X Elite                                                  | 12                                  |                      |             |
| Nome       | Tipo                                           | ALUs (SIMDs, FP32) | Memória gráfica no chip | TMU              | Fab (nm) | Clock [MHz] | Largura de banda de memória | Triangle [MT/s]       | Pixel [GP/s]          | Texture [GT/s]        | (FP64)        | (FP32)        | (FP16)         | Vulkan                              | OpenGL ES                           | OpenVG                              | OpenCL                              | OpenGL                                                                                 | Direct3D                            | Usado em Qualcomm... | Referências |
| Nome       | Microarquitetura                               | Microarquitetura   | Microarquitetura        | Microarquitetura | Fab (nm) | Clock [MHz] | Tecnologia de memória | Taxa de preenchimento | Taxa de preenchimento | Taxa de preenchimento | GFLOPS        | GFLOPS        | GFLOPS         | API mais recente (versão) suportada | API mais recente (versão) suportada | API mais recente (versão) suportada | API mais recente (versão) suportada | API mais recente (versão) suportada                                                    | API mais recente (versão) suportada | Usado em Qualcomm... | Referências |

Notas
1. 1 2 3 4 5 6 7 8 9  Adreno ALU = ALU x quantidade de MP

- Adreno 130 dentro do MSM7x01 e MSM7x01A. Suporta OpenGL ES 1.1, OpenVG 1.1, EGL 1.3, Direct3D Mobile, SVGT 1.2, Direct Draw e GDI.
- Adreno 200 (AMD Z430) dentro do QSD8x50 e MSM7x27 (133 MHz). Ele oferece um pipeline de função programável e texturas de streaming com suporte para OpenGL ES 1.0, OpenGL ES 1.1, OpenVG 1.1, EGL 1.4, Direct3D Mobile, SVGT 1.2 e DirectDraw. (22 milhões de triângulos/segundo, 133 milhões de pixels/segundo, velocidade de clock de até 133 MHz)
- Adreno 200 enhanced dentro do MSM7x25A e MSM7x27A (200 MHz). Suporta OpenGL ES 2.0, OpenGL ES 1.1, OpenVG 1.1, EGL 1.4, Direct3D Mobile, SVGT 1.2, Direct Draw e GDI. (40 milhões de triângulos/segundo, 200 milhões de pixels/segundo, velocidade de clock de até 200 MHz)
- Adreno 203 dentro do MSM8225 e MSM8225Q (400 MHz). É uma melhoria em relação ao Adreno 205. Possui maior frequência, melhor taxa de preenchimento de pixels, menor consumo de energia e melhor desempenho 3D. É cerca de 50-100% mais rápido que o Adreno 200 (aprimorado) e 10-25% que o Adreno 205. Ele pode ter uma freqüência 2x maior que o Adreno 205. Ele suporta OpenGL ES 2.0, OpenGL ES 1.1, OpenVG 1.1, EGL 1.4, Direct3D Mobile, DirectX 9.0c, SVGT 1.2, Direct Draw e GDI. (42-50 milhões de triângulos/segundo, 250-300 milhões de pixels/segundo, velocidade de clock de 192 a 400 MHz)
- Adreno 205 dentro de QSD8x50A, MSM7x30 e MSM8x55 (245 MHz). Suas melhorias incluem SVG acelerado por hardware e Adobe Flash e melhor desempenho de shader do que o Adreno 200. Ele suporta OpenGL ES 2.0, OpenGL ES 1.1, OpenVG 1.1, EGL 1.4, Direct3D Mobile, SVGT 1.2, Direct Draw e GDI. (57 milhões de triângulos/segundo, 250 milhões de pixels/segundo, velocidade de clock de até 400 MHz)
- Adreno 220 dentro do MSM8660 ou MSM8260 (266 MHz) com memória de canal único. Suporta OpenGL ES 2.0, OpenGL ES 1.1, OpenVG 1.1, EGL 1.4, Direct3D Mobile, DirectX 9.0c, SVGT 1.2, Direct Draw e GDI. (88 milhões de triângulos/segundo, 500 milhões de pixels/segundo, velocidade de clock padrão de até 266 MHz, overclock de até 400 MHz)
- Adreno 225 dentro do MSM8960 (400 MHz), com arquitetura de shader unificada e memória dual channel. Suporta Direct3D 9.0c além de OpenGL ES 2.0, OpenGL ES 1.1, OpenVG 1.1, EGL 1.4, Direct3D Mobile, SVGT 1.2, Direct Draw e GDI.
- Adreno 320 dentro do Qualcomm S4 Pro e Prime Series, com arquitetura de shader unificada e memória de canal duplo. Ele suporta Direct3D nível de recurso 9_3 além de OpenGL ES 3.0, OpenGL ES 2.0, OpenGL ES 1.1, OpenVG 1.1, EGL 1.4, Direct3D Mobile, SVGT 1.2[23]
- Adreno 330 dentro do Nexus 5, tablets da série Amazon Kindle HDX, telefone Amazon Fire, tablet Nokia Lumia 2520, Nokia Lumia 1520, Nokia Lumia Icon, Nokia Lumia 930, Samsung Galaxy S5, Samsung Galaxy Note 3, Sony Xperia Z1, Sony Xperia Z1 Compacto, Sony Xperia Z2, Sony Xperia Z3, Sony Xperia Z3 Compact, Sony Xperia Z Ultra, Xiaomi Mi3, Xiaomi Mi4, OnePlus One, HTC One (M8) e smartphones LG G2/G3.
- Adreno 420 dentro do Qualcomm Snapdragon 805 suporta tempo de execução Direct3D 11.2 (nível de recurso 11_1). Dentro do Google Nexus 6, Samsung Galaxy S5 LTE-A, Samsung Galaxy Note 4, Samsung Galaxy Note Edge, LG G3 Cat. 6, Amazon Fire HDX 8.9 (2014). O Qualcomm Snapdragon 805 é o primeiro SoC de telefone a apresentar um barramento de memória de 128 bits.
- Adreno 540 dentro do Qualcomm Snapdragon 835 é o primeiro SoC de telefone a apresentar variable refresh rate e foveated rendering/Variate Rate Shading. A Qualcomm chama suas implementações de Q-Sync e Adreno Foveation.
- Adreno 630 dentro do Qualcomm Snapdragon 845 é o primeiro SoC de telefone a apresentar 6DoF em escala de saída de dentro para fora com SLAM.
- Adreno 640 dentro do Qualcomm Snapdragon 855 é o primeiro SoC de telefone a apresentar drivers de GPU atualizáveis da Google Play Store.

### Suporte ao sistema operacional
Existem drivers proprietários para o sistema operacional móvel Android baseado em Linux, disponíveis na própria Qualcomm.[carece de fontes?] Historicamente, a única maneira de ter suporte de GPU em Linux não Android era com o wrapper libhybris.
Linux e Mesa suportam a série de GPUs Adreno 200/300/400/500 com um driver chamado freedreno. Freedreno permite gráficos totalmente de código aberto em dispositivos como 96Boards Dragonboard 410c e Nexus 7 (2013).
A Qualcomm também fornece drivers Adreno para versões ARM64 do Microsoft Windows.